# رفتار سازمانی

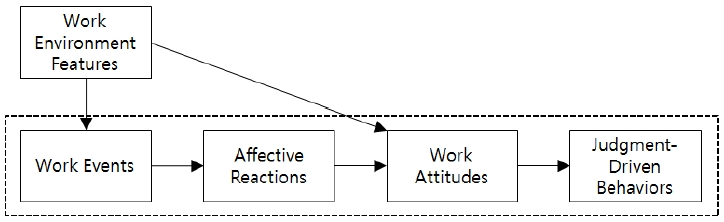
رفتار سازمانی

رفتار سازمانی (به انگلیسی: Organizational Behavior) مطالعهٔ تأثیر افراد، گروه‌ها و ساختارهای مختلف بر رفتار در یک سازمان است که هدف آن، به کار بردن این دانش برای بهبود کارایی سازمان موردنظر است.
رفتار سازمانی علم مطالعه و کاربرد دانش دربارهٔ نحوه برخورد مردم، افراد و گروه‌ها در سازمانها می‌باشد. این کار با رویکرد سیستمی انجام می‌شود؛ یعنی روابط بین مردم و سازمانها را در ارتباط با کل افراد، گروه‌ها، سازمان‌ها و سیستم‌های اجتماعی تشریح می‌کند و هدف آن دستیابی به اهداف سازمانی انسانی و اجتماعی با ایجاد روابط بهتر می‌باشد.رفتار سازمانی مثبت‌گرا چنین تعریف می‌شود: مطالعه و کاربرد توانمندی‌های مثبت روان‌شناختی و نقاط قوت منابع انسانی که قابل توسعه و اندازه‌گیری باشند و بتوان برای بهبود عملکرد کارکنان، آن‌ها را به‌صورت اثربخش مدیریت کرد.

## تاریخچه
فیلسوف یونانی افلاطون درارتباط با اساس رهبری مطالبی نوشته‌است، نویسنده و فیلسوف
ایتالیایی نیکولو ماکیاولی نیز بحثی در ارتباط با قدرت سازمانی و سیاست دارد. آدام اسمیت در سال ۱۷۷۶، گونهٔ جدیدی از ساختار سازمانی را که بر مبنای تقسیم کار استوار بود ارئه کرد. یکصد سال بعد، ماکس وبر، جامعه‌شناس آلمانی، در ارتباط با سازمان عقلایی و رهبری کاریزماتیک مطالبی منتشر کرد. مدتی بعد فردریک وینسلو تیلور استفاده سیستماتیک از هدف گذاری و پاداش و انگیزش کارمندان را ارائه کرد.

در دههٔ۱۹۲۰ استاد دانشگاه هاروارد، التون مایو و همکارانش مطالعاتی را در زمینهٔ تولید در وسترن الکتریک واقع در هاثورن در ایالات متحده انجام دادند.
ماکس وبر پایه‌گذار مطالعات آکادمیک همراه با توسعه مدیریت علمی بوده‌است و تیلوریسم حد اعلای حرکت وی می‌باشد.

بعد از جنگ جهانی اول، تمرکز مطالعات سازمانی بر روی اینکه چگونه عوامل انسانی و روان‌شناسی بر روی سازمان اثر می‌گذارند تغییر کرد که موجب مطالعات هاثورن گردید. جنبش روابط انسانی بر روی گروه و انگیزش تمرکز داشت.
چستر برنارد، هنری فایول، فردریک هرزبرگ، آبراهام مازلو، دیوید مک کللند و ویکتور وروم از برجسته‌ترین محققان این دوره می‌باشند.

جنگ جهانی دوم نیز موجب تغییرنگرش گردید. تدارکات وسیع و تحقیق در عملیات موجب جلب نظر مجدد علاقه‌مندان به مطالعه سازمان‌ها گردید. نظریهٔ سیستم‌ها مربوط به این دوره می‌باشد.

تحقیقات اثرگذار در این دوره عمدتاً توسط هربرت الکساندر سیمون و جیمز. جی. مارچ انجام شده‌است.
تمرکز در دههٔ ۱۹۶۰ و ۱۹۷۰ عمدتاً بر روی روان‌شناسی اجتماعی بود، تأکید مطالعات آکادمیک نیز بر روی مطالعات کمی بود.

در این هنگام شاهد انفجاری از نظریه‌ها بودیم که بیشتر توسط دانشگاه استنفورد و دانشگاه کارنگی ملون انجام می‌شد. سازمان غیررسمی، نظریه اقتضائی و چند نظریه دیگر حاصل این دوران می‌باشد.

التون مایو اداره مطالعات هاثورن با وی بود. او ملیتی استرالیایی داشت. مایو در نوشته‌هایش در سال ۱۹۳۱ مدیران را به توجه به نیازهای عاطفی کارکنان فرا می‌خواند.

ماری پارکر فالت پیشرو در مدیریت مشاوره‌ای در دنیای صنعتی بود. به نظر او مدیران باید به انگیزش کارکنان برای بهبود عملکرد شغلی اقدام نمایند.

داگلاس مک گرگور دو نظریه دارد که متضاد هم به نظر می‌رسند. اولین نظریه به نظریه X شهرت دارد و نظریه دوم نظریه y است.

## اهداف رفتار سازمانی
به‌طور کلی اهداف رفتار سازمانی شامل: «توصیف»، ادراک «فهمیدن»، «پیش‌بینی» و «کنترل» می‌باشد؛ که این پنج هدف از اهداف اساسی علم نیز می‌باشد.
توجیه: توجیه هدف یعنی اینکه فرد یا گروه چرا این کار را انجام داده‌اند! یعنی نیاز است که هدف توجیه سازی شود. به‌طور کلی اگر بخواهید دیدگاه مدیریت را در نظر داشته باشیم، توجیه در بین سه هدف رفتار سازمانی، کم‌اهمیت‌ترین محسوب می‌شود.
شناخت: دومین هدف رفتار سازمانی این است که آنچه را افراد انجام می‌دهند بفهمند و درک نمایند.
پیش‌بینی: یکی از دیگر از اهداف رفتار سازمانی این است که پیش‌بینی درستی در خصوص رویدادهای آینده صورت بگیرد. در واقع مدیریت به دنبال این است که تشخیص دهد که نتیجه یک اقدام خاص چه می‌شود و این موضوع بسیار مهم و حائز اهمیت است.
بهبود بازدهی: اگر بخواهیم در مورد بهترین هدف رفتار سازمانی صحبت کنیم، دقت اصلی ما بر روی بهبود کیفیت و بازدهی است. این مورد را با یک مثال برای شما توضیح می‌دهیم.
رفتار سازمانی رشته‌ای در حال رشد می‌باشد، دپارتمان مطالعات سازمانی در اکثر دانشگاه‌ها وجود دارد و همچنین دانشگاه‌های زیادی برنامه‌های روان‌شناسی صنعتی را اجرا کرده می‌کنند.
پیتر دراکر و پیتر سنژ کسانی بودند که مطالعات آکادمیک را در عمل اجرا کردند. در بیست سال گذشته مطالعات رفتار سازمانی توسعه یافته‌اند و با رشته‌های دیگر ترکیب گردیده‌است.

## عوامل ایجاد رفتار سازمانی
موضوعات یادگیری، ادراک، شخصیت، کارآموزی، رهبری اثربخش، نیازها و عوامل انگیزش، رضایت شغلی، فراگردهای
تصمیم‌گیری، ارزیابی عملکرد، نگرش سنجی، فنون گزینش کارکنان، طراحی شغل و تنیدگی و…

## مدل‌های مختلف مطالعه رفتار در سازمان
- مدل‌های توصیفی
- مدل‌های پیش‌بینی
- مدل‌های تجویزی[۳]

## روش‌های مختلف مطالعه سازمان
روش‌های مورد استفاده برای مطالعه سازمان به دو دسته کمی و کیفی تقسیم می‌شوند. این نکته قابل توجه است که روش‌های کمی در بخش‌های دیگری از علوم اجتماعی پایه‌ریزی شده‌اند.

نمونه‌هایی از روش‌های کمی:

تجزیه و تحلیل سری‌های زمانی، تحلیل چند برگشتی و همچنین شبیه‌سازی رایانه‌ای در مطالعات سازمانی.

## تئوری‌ها و مدل‌ها
نقش‌های مدیریتی مینتزبرگ

## نقش‌های مدیریتی
هنری مینتزبرگ، فارغ‌التحصیل MIT، مطالعات مفصلی را بر روی پنج مدیر تقبل کرد، او می‌خواست بداند که مدیران در انجام مشاغل، چه می‌کنند.

بر این اساس مینتزبرگ نقش‌های مدیریتی را به سه بخش تقسیم نمود.
1. نقش‌های ارتباطی.(به انگلیسی: Interpersonal Role)
2. نقش‌های تصمیم‌گیری.(به انگلیسی: Decisional Role)
3. نقش‌های اطلاعاتی.(به انگلیسی: informational Role)

## مدل‌های تصمیم‌گیری عقلایی
- مدیریت علمی
- مدل‌های تصمیم‌گیری عقلایی

## نظریه‌های تصمیم‌گیری
نظریه‌های تصمیم‌گیری به سه بخش تقسیم می‌شوند.
- تصمیم‌گیری هنجارگذار(به انگلیسی: Normative Theory):مدل‌هایی که مراحل تصمیم‌گیری برای نیل به هدف را برای مدیران تجویز می‌کنند.
- تصمیم‌گیری توصیفی(به انگلیسی: Descriptive Theory):فرایند تصمیم‌گیری را شرح می‌دهد.
- نظریه تجویزی(به انگلیسی: Prescripted Theory):نظریه‌هایی که رفتارها و روش‌های مطلوب را معین می‌کنند.

## نوع نگاه به رفتار سازمانی
در ابتدا رفتار سازمانی بر اساس دیدگاه مدیریت علمی تیلور (دوره کلاسیک) تحلیل می‌شد اما به مرور و پس از مطالعات هاثورن (دوره نئوکلاسیک) افکار انسان‌گرایانه جای آن را گرفت.
رفتار سازمانی مطالعه منظم عملیات، اقدامات، کارها و نگرش‌های افرادی است که سازمان را تشکیل می‌دهند.
نظرات پیتر دراکر در این زمینه حائز اهمیت است.

## عناصر رفتار سازمانی
سازمان برپایه فلسفه مدیریت، ارزش‌ها، بینش و اهداف می‌باشد و این عناصر خود از فرهنگ سازمانی که ترکیبی از سازمان رسمی و غیررسمی و محیط اجتماعی است نشات می‌گیرند.
اصولاً رفتار سازمانی دارای ۳ مؤلفه است: بررسی تأثیر رفتار افراد بر فرد - بررسی تأثیر رفتار گروه‌ها بر فرد - بررسی تأثیر سیستم‌های سازمان بر فرد. (رابینز)

## فرهنگ
نوع رهبری، ارتباط و پویایی گروه‌ها را تعیین می‌کند. کارکنان فرهنگ را به مثابه کیفیت عمر کاری که به میزان انگیزه آن‌ها جهت می‌دهد، نگاه می‌کنند. پیامد نهایی این کار، عملکرد، رضایت فردی، رشد شخصی و بهبود می‌باشد. همه این عناصر برای ایجاد مدل یا چارچوبی که سازمان بر مبنای آن عمل می‌کند با هم ترکیب می‌شوند.

## مدل‌های رفتار سازمانی
چهار مدل یا چارچوب اصلی وجود دارد که سازمان‌ها بر مبنای آن‌ها عمل می‌کنند که عبارتند از:

### مدل استبدادی
مبنای مدل استبدادی یا دیکتاتوری، قدرت با گرایش مدیریتی اقتدار است. کارکنان به سوی فرمانبرداری گرایش داشته و به رؤسای خود وابسته‌اند. کارکنان نیاز دارند که وضعیت معیشت آن‌ها در نظر گرفته شود. نتیجه عملکرد در این حالت حداقل است. (تیلوریسم)

### مدل مراقبتی
مبنای این مدل منابع اقتصادی با گرایش مدیریتی پول است. کارکنان تمایل به امنیت و سود داشته و به سازمان وابسته‌اند. کارکنان نیاز دارند که امنیت آن‌ها در نظر گرفته شود. نتیجه عملکرد در این حالت مشارکت انفعالی است. این مدل در جایی به کار می‌رود که افراد هنوز نیازهای کمبود خود را رفع نکرده‌اند؛ یعنی هنوز در نیازهای کمبود هرم مازلو گیر کرده‌اند و به مرحله خود شکوفایی نرسیده‌اند.

### مدل حمایتی
مبنای این مدل رهبری با گرایش مدیریتی حمایت است. کارکنان تمایل به عملکرد شغلی و مشارکت داشته و نیاز دارند که‌شان و منزلت آن‌ها در نظر گرفته شود.

### مدل مشارکتی
مبنای این مدل مشارکت با گرایش مدیریتی کار گروهی است. کارکنان تمایل به انجام رفتار مسئولانه و خودنظمی دارند. کارکنان نیاز دارند که حس خودواقع بینی آن‌ها در نظر گرفته شود. نتیجه عملکرد در این حالت، شور و ذوق تعدیل یافته و نتیجه بهتر می‌باشد.
اگرچه چهار مدل جداگانه وجود دارد ولی هیچ سازمانی فقط از یک مدل استفاده نمی‌کند. مدل اول استبدادی، ریشه‌هایی در انقلاب صنعتی دارد و مدیران در این حالت خارج از تئوری X آقای مک گریگور عمل می‌کنند. سه مدل بعدی با ساختن تئوری Y آقای مک گریگور آغاز شده‌است. از آنجائی که هر یک از این مدل‌ها در دوره‌های زمانی مختلف شکل گرفته‌اند، لذا بهترین مدل وجود ندارد. مدل مشارکتی نباید به عنوان آخرین و بهترین مدل انگاشته شود، اما می‌تواند به عنوان شروع یک مدل جدید یا پارادایم تلقی شود.

## سیستم‌های اجتماعی فرهنگ و فردگرایی
در یک سیستم اجتماعی، مجموعه پیچیده‌ای از روابط متعامل به شیوه‌های مختلف می‌باشد. در یک سازمان، سیستم اجتماعی همه افرادی را که در آن هستند و روابط آن‌ها با همدیگر و دنیای بیرون را شامل می‌شود. رفتار یک عضو می‌تواند اثر مستقیم یا غیرمستقیم بر روی رفتار دیگران داشته باشد. نکته دیگر اینکه سیستم‌های اجتماعی مرز ندارند. آن‌ها کالاها، عقاید، فرهنگ و… را با محیط اطراف مبادله می‌کنند.

### فرهنگ
رفتار پذیرفته شده جامعه است که دربرگیرنده باورها، عادات، دانش و عمل می‌باشد. فرهنگ اگرچه به ندرت وارد بخش خودآگاه انسان می‌شود ولی بر رفتار انسان اثر می‌گذارد. مردم به فرهنگ به عنوان چیزی که به آن‌ها ثبات، امنیت، درک و توانایی پاسخ به موقعیت‌های جدید را می‌دهد، متکی هستند.
به همین دلیل است که مردم از تغییر می‌ترسند. آن‌ها از سیستمی که پویاست، واهمه دارند زیرا امنیت آن‌ها را از بین برده و نمی‌توانند فرایندهای جدید را درک کرده و اینکه چگونه به موقعیت‌های جدید پاسخ دهند.

### فردگرایی
زمانی است که کارکنان به‌طور موفقیت‌آمیزی نفوذ خود را بر روی یک سیستم اجتماعی با به چالش کشیدن فرهنگ اعمال می‌کنند.
نمودار نشان می‌دهد که چگونه فردگرایی اثرات متفاوتی بر سازمان‌ها دارد:
1. جامعه گرایی و فردگرایی خیلی کم باعث انزوا می‌شود.
2. جامعه گرایی زیاد و فردگرایی کم باعث تأیید می‌شود.
3. جامعه گرایی کم و فردگرایی زیاد باعث سرکشی و تمرد می‌شود.
4. فردگرایی خلاق: درحالیکه سازمان‌ها با هم رقابت دارند و تمایل دارند جامعه گرایی و فردگرایی زیاد را برای ایجاد محیطی خلاق داشته باشند.

این ابزاری است که برای بقا در یک محیط کاملاً رقابتی بکار گرفته می‌شود. داشتن افرادی که با سازمان رشد می‌کنند.
فردگرایی برای حقوق فردی، شبکه‌های اجتماعی به هم پیوسته منعطف، خوداحترامی، پاداش‌ها و کارراهه فردی مساعد است. این حالت در خارج از خانه شماره یک در نمودار اتفاق می‌افتد.
سازمان بهترین می‌باشد؟ مساعد می‌باشد. سازمان‌ها نیاز به مردمی برای ایجاد چالش، سؤال و آزمایش دارند و این درحالی است که هنوز وجود فرهنگ است که افراد را در داخل یک سیستم اجتماعی مقید می‌نماید.

## بهبود سازمانی
بهبود سازمانی یا Organization Development کاربرد سیستماتیک دانش و علم رفتاری در سطوح مختلف از قبیل گروه، ارتباطات بین گروه‌ها، سازمان و غیره برای انجام تغییرات برنامه‌ریزی شده‌است و اهداف آن، کیفیت بالاتر عمر کاری، سازگاری و اثربخشی می‌باشد.
این کار با تغییر در نگرش‌ها، رفتارها، ارزش‌ها، استراتژی‌ها، رویه‌ها و ساختارها آنطوری‌که سازمان بتواند با فعالیت‌های رقابتی، پیشرفت‌های تکنولوژیک و سرعت زیاد تغییر در محیط سازگار شود، انجام می‌شود.
بهبود سازمانی هفت ویژگی دارد که عبارتند از:
1. ارزش‌های انسانی: باورهای مثبت دربارهٔ استعداد و پتانسیل کارکنان (تئوری Y آقای مک گریگور).
2. سیستم مدار: همه بخش‌های سازمان شامل ساختار، تکنولوژی و افراد باید با همدیگر کار کنند.
3. یادگیری تجربی: تجربه‌های یادگیرنده‌ها در محیط آموزشی (کارآموزی) باید بخشی از مسائل انسانی باشید که در کار با آن‌ها مواجه می‌شوند.
4. حل مسئله: مسائل تعریف شده، داده‌ها جمع‌آوری شده، عمل اصلاحی انجام می‌شود و تعدیلات و اصلاحات در فرایندهای حل مسئله همانگونه که نیاز هست، ایجاد می‌شوند. این فرایندها به عنوان پژوهش در عمل شناخته می‌شوند.
5. گرایش اقتضایی: عملیات انتخاب شده و متناسب با نیازها سازگار می‌شوند.
6. عامل تغییر: تحریک، تسهیل و هماهنگی در تغییر.
7. سطوح مداخلات: مسائل می‌تواند در یک یا چند سطح از سازمان واقع شوند، لذا استراتژی هم مستلزم یک یا چند مداخله گر می‌باشد.

## کیفیت زندگی کاری
کیفیت زندگی کاری مساعد یا نامساعد بودن محیط کاری است و هدف از آن بهبود مشاغل و شرایط کاری است که برای هر دوی کارمند و سازمان خوب باشد.
یکی از راه‌های انجام کیفیت زندگی کاری، طراحی شغل می‌باشد.
برخی از گزینه‌های در دسترس برای بهبود طراحی شغل عبارتند از:
- برای رهایی از ترک شغل در مشاغل یکنواخت باید افرادی را به کار گرفت که محیط ثابت و کار یکنواخت را دوست دارند. برخی از مردم از امنیت و نقش حمایتی این نوع مشاغل لذت می‌برند.
- برای رهایی از ترک شغل باید پرداخت بیشتری به کارکنان صورت گیرد.
- ماشینی و خودکار کردن مشاغل یکنواخت و استفاده از روباتها.
- سرانجام حوزه‌ای که مورد علاقه بهبود سازمانی است و آن عبارت از طراحی مجدد شغل، می‌باشد.

در طراحی مجدد شغل دو طیف زیر وجود دارد:
1. توسعه شغلی
2. غنی‌سازی شغلی

## توسعه شغلی
تنوع بیشتری از وظایف و فعالیت‌ها را به شغل اضافه می‌کند به‌طوری‌که شغل مذکور خسته‌کننده نباشد.
این کار باعث عریض تر شدن شغل می‌شود؛ یعنی تعدادی از وظایف مختلف را یک کارمند انجام می‌دهد. این کار را می‌توان به وسیله گردش شغلی هم انجام داد.
از سوی دیگر، غنی‌سازی شغلی، محرک‌های بیشتری را اضافه می‌کند، به شغل عمق بیشتری می‌بخشد و شامل کنترل بیشتر، مسئولیت و صلاحدید در خصوص چگونگی انجام یک کار می‌باشد. این شیوه برخلاف توسعه شغلی که به آسانی تنوع بیشتر به کار می‌دهد، اختیارات بیشتر را که مورد نیاز کارمند هست به او می‌دهد.
ازجمله مزایای غنی‌سازی شغلی عبارت است از:
- رشد فردی
- رضایت شغلی بهتر برای افراد
- افزایش خودواقع بینی در افراد
- عملکرد بهتر کارکنان برای سازمان
- به‌طور طبیعی کارکنان با انگیزه تری عاید سازمان می‌شود.
- کاهش غیبت، انتقالی و شکایت برای سازمان.
- استفاده کامل از منابع انسانی برای جامعه.
- جامعه صاحب سازمان‌های مؤثرتری می‌شود.

شیوه‌های متنوعی برای بهبود غنی‌سازی شغلی وجود دارد که از آن جمله عبارتند از:
1. تنوع مهارت: انجام وظایف مختلفی که مستلزم مهارت‌های مختلف است. این با توسعه شغلی که ممکن است مستلزم کارکنانی باشد که وظایف بیشتری را انجام می‌دهند، تفاوت دارد، اما مستلزم مجموعه‌ای از مهارت‌های مشابه است.
2. شناسایی وظیفه: ایجاد یا انجام اجزای کامل یک کار، این عمل حس تکامل و مسئولیت را در قبال کالا یا کار افزایش می‌دهد.
3. اهمیت وظیفه: این مفهوم عبارت از مقدار اثری است که کار روی افراد دیگر دارد، آنطوری‌که کارکنان آن را درک می‌کنند.
4. استقلال داخلی: این شیوه به کارکنان اختیار و کنترل فراتر از تصمیمات مرتبط با مشاغل را می‌دهد.
5. بازخورد: اطلاعاتی که بیان می‌کند کارکنان چگونه در حال انجام کار هستند. این عمل می‌تواند به‌طور مستقیم از طریق شغل (بازخورد وظیفه‌ای) یا به شکل شفاهی (زبانی) یا شیوه‌های دیگر انجام شود.

## رفتار سازمانی مثبت گرا
رفتار سازمانی مثبت گرا (به انگلیسی positive organizational behavior)شاخه‌ای از رفتار سازمانی است که بر روی نقاط قوت و مثبت فردی کارکنان متمرکز است. به منظور اینکه مؤلفه‌ای بتواند جزوی از رفتار سازمانی مثبت گرا باشد باید از ملاک‌های علمی زیر تعبیت کند (لوتانز و همکاران، ۱۳۹۲).
نظریه، پژوهش و قابلیت اندازه‌گیری معتبر:این ملاک سرمایه روانشناختی را از کتاب‌های غیر علمی و محبوب خود یاری و «تفکر مثبت» جدا می‌سازد.
حالت‌گونه بودن و در نتیجه داشتن قابلیت رشد و توسعه این ملاک سرمایه روانشناختی را از سازه‌های سنتی مثبت روانشناختی همچون فضلیت‌ها، صفات شخصیتی، پنج صفت بزرگ شخصیتی و… جدا می‌سازد؛ و همچنین آشکار می‌سازد که سرمایه روانشناختی برخلاف خلق و خو و هیجانات زود گذر، کاملاً ناپایدار نیست.
تأثیر بر عملکرد: این ملاک سرمایه روانشناختی را از نظریه پژوهش سازمانی مثبت گرا (POS) و سایر مفاهیم روان‌شناسی مثبت گرا که تأثیری بر عملکرد ندارند جدا می‌سازد.
مثبت بودن و منحصر به فرد بودن این ملاک سرمایه روانشناختی را از سازه‌های منفی جدا می‌سازد و چشم‌اندازی فراتر از حل مسئله و رفع اشکالات ارائه می‌کند.